# Франсиско де Паула де Бурбон-и-Кастельви
Франсиско де Паула де Бурбон-и-Кастельви (исп. Don Francisco de Paula Maria Trinidad Enrique Gabriel Miguel Rafael Edmundo Buenaventura de Borbón y Castellví; 29 марта 1853, Тулуза — 28 марта 1942, Мадрид) — испанский аристократ, младший сын инфанта Энрике, 1-го герцога Севильского (внука короля Испании Карла IV и младшего брата Франсиско, герцога Кадисского — короля-консорта Изабеллы II). Несмотря на его семейные связи, Франсиско никогда не носил титул инфанта Испании из-за неравного брака его родителей, который не получил одобрения от королевы Изабеллы II.

## Биография
Франсиско де Паула родился в Тулузе (Франция). Третий ребёнок инфанта Энрике, 1-го герцога Севильского (1823—1870), сына инфанта Франсиско де Паула де Бурбона и принцессы Луизы Карлоты Бурбон-Сицилийской, и его жены, Елены Марии де Кастельви-и-Шелли (1821—1863, дочери Антонио де Падуа де Кастельви-и-Фернандес-де-Кордоба, графа Кастелла, и Маргариты Шелли. Его мать имела валенсийское и ирландское происхождение. Брак его родителей не получил одобрения королевы Испании Изабеллы II, поэтому они тайно женились в Риме. Как только они вернулись в Испанию, супруги были высланы в Байонну, а оттуда перебрались в Тулузу.
У Франсиско было четыре брата и одна сестра, его ранние годы были проведены между Испанией и Францией. 12 марта 1870 года его отец вызвал на дуэль Антуана Орлеанского, герцога де Монпансье. Поединок закончился смертью его отца. Его старший брат, Энрике де Бурбон, 2-й герцог Севильский, отказался принять 30 000 песет, которые герцог де Монпансье предложил ему в качестве компенсации за гибель его отца. Франсиско и его братья и сестра воспитывались их дядей Франсиско, герцогом Кадисским.
Как и его братья, Франциско обладал хорошими военными навыками. Первоначально он присоединился карлистской армии, но после восстановления монархии вступил в ряды королевской армии своего кузена, Альфонсо XII, в 1875 году. В этом году он был назначен бригадным генералом на острове Куба, который в то время был ещё испанской колонией.
В 1883 году после смерти бездетного Генри де Бурбона, графа де Шамбора (1820—1883), Франсиско де Паула претендовал на французский королевский престол. Его притязания вызвали недовольство у королевы-регентши Марии Кристины, результатом чего стало двухмесячное заключение Франсиско де Паула в Сантоне в 1898 году. В 1927 году его двоюродный брат, король Испании Альфонсо XIII, наградил его Орденом Золотого руна.

## Брак и семья
В Гаване он встретил свою первую жену, Марию Луизу де-ла-Торре-и-Бассаве (1856—1887), дочь Хосе Марии де-ла-Торре-и-Арментероса, богатого кубинского землевладельца. Они поженились в Гаване 15 сентября 1882 года, затем поселились в Мадриде, где родились четверо из их пяти детей.
- Елена де Бурбон-де-ла-Торре (18 сентября 1878 — 24 сентября 1936), муж с 1908 года Хосе де Ольтра-и-Фуллана (1878—1966). Погибла во Гражданской войны в Испании. В браке у неё было трое детей.
- Мария Луиза де Бурбон-де-ла-Торре (27 марта 1880 — 28 января 1968), замужем с 1904 года за Диего Гонсалесом-Конде-и-Гарсия-де-ла-Куэстой, маркизом де Вильямантила де Пералес (1876—1954), от брака с которым имела восемь детей.
- Франсиско де Паула де Бурбон-и-де-ла-Торре (16 января 1882 — 6 декабря 1952), женился в 1907 году на своей кузине Энрикете де Бурбон-и-Параде, 4-й герцогине Севильской (1888—1968). Супруги имели троих детей. Их внук, Франсиско де Бурбон-и-Эскасани — 5-й герцог Севильский.
- Хосе Мария де Бурбон-де-ла-Торре (16 декабря 1883 — 28 октября 1962), женился в 1909 году на Марии Луизе Рич-и-Карвахо (1890—1926), которая была убита своим мужем в 1926 году. Этот инцидент был замят его кузеном, королем Альфонсо XIII. В браке родилось семь детей.
- Мария де лос Долорес де Бурбон-де-ла-Торре (25 мая 1887 — 28 января 1985), умерла незамужней и бездетной.

После смерти своей первой жены Марии Луизы в 1887 году Франсиско де Паула вторично женился 15 февраля 1890 года в Мадриде на Фелисии де Леон-и-Наварро-де-Бальбоа (1861—1943), маркизы де Бальбоа, происходившей из благородной кубинской семьи. У них было трое детей.
- Энрике Мария де Бурбон-и-Леон (6 июля 1891 — 29 октября 1936), маркиз де Бальбоа. Женат с 1917 года на Изабелле де Эстебан-и-Иранцо, графине де Остенан (1894—1964). Супруги имели двоих детей. Энрике Мария погиб во время Гражданской войны в Испании.
- Альфонсо Мария де Бурбон-и-Леон (24 октября 1893 — 29 октября 1936), маркиз де Сквилаш. В 1925 году женился на Марии Луизе де Карольт-и-Мас (1898—1981), от брака с которой у него было двое детей. Погиб во время Гражданской войны в Испании.
- Мария де лас Ньевес Бланка де Бурбон-и-Леон (26 августа 1898 — 4 июня 1989), в 1929 году вышла замуж за Луиса де Фигероа-и-Алонсо-Мартинеса, 2-го графа де Роменонеса (1890—1963), от брака с которым у неё было двое детей.

## Поздние годы
После провозглашения Второй Испанской Республики Франсиско де Паула смог остаться в Испании и продолжил жить в Мадриде. Однако после начала Гражданской войны в Испании ему пришлось искать убежище в посольстве Чили в Мадриде. Его дети (Елена, Энрике, Альфонсо) и внуки (Мария Луиза Гонсалес-Конде-и-де-Бурбон, Хосе Луис де Бурбон-и-Рич и Хайме де Бурбон-и-Эстебан) были расстреляны испанскими республиканцами.

## Титулы и стили
- 29 марта 1853 года — 28 марта 1942 года: Дон Франсиско де Паула де Бурбон-и-Кастельви

## Награды
- Кавалер Ордена Золотого руна